# Salmijärvi (Korpilombolo socken, Norrbotten)
Salmijärvi är en sjö i Pajala kommun i Norrbotten och ingår i Kalixälvens huvudavrinningsområde.